# Amaurobius scopolii
Amaurobius scopolii là một loài nhện trong họ Amaurobiidae.
Loài này thuộc chi Amaurobius. Amaurobius scopolii được Tord Tamerlan Teodor Thorell miêu tả năm 1871.